# Arenario
L'Arenario (in greco Ψαμμίτης Psammítēs; in latino Arenarius) è un trattato dell'antico matematico siracusano Archimede. In esso l'autore si propone di stimare il massimo numero di granelli di sabbia che potrebbero essere contenuti nell'universo.
Per fare ciò, Archimede inventa un sistema per trattare numeri estremamente grandi.
L'opera è indirizzata a Gelone II, re di Siracusa.